# Puerto El Bluff
El Puerto El Bluff, también conocido como Puerto Bluff Bluefields, es uno de los seis principales puertos comerciales de Nicaragua en la región caribeña, operado por la Empresa Portuaria Nacional (EPN). Está situado en la comunidad de El Bluff, que originalmente fue una isla y hoy en día está conectada al continente formando parte de la bahía de Bluefields.

## Ubicación y contexto
El Puerto El Bluff se encuentra aproximadamente a 11 km de la ciudad de Bluefields, en la desembocadura del río Escondido al mar Caribe. Tradicionalmente fue una isla, pero obras de urbanización la conectaron al continente formando una península.

## Infraestructura y operaciones
El puerto se caracteriza por tener una infraestructura muy pequeña, calificado como Muelle o embarcadero, y recibe embarcaciones de hasta 150 metros de eslora (<≈500 ft). Presenta profundidades en canal de acceso y muelles de entre 3.4 y 4.6 m, y zonas de fondeo de entre 6.4 a 7.6 m.
El puerto presta servicios a embarcaciones de pesca comercial y rutas interiores hacia El Rama, además de recibir carga ligera y otros buques regionales.

## Proyectos recientes
En 2023, ShibataFenderTeam completó la instalación de nuevas estructuras de reparación del muelle (cone fender system) como parte de un proyecto iniciado por EPN para modernizar el puerto y mejorar las condiciones de atraque.

## Importancia estratégica
Como único puerto comercial accesible en la región costera del Caribe sur, El Bluff es esencial para el transporte de mercancías, combustible y pesca, así como para conexiones fluviales hacia el interior del país a través del río Escondido.